# Posterunek odgałęźny

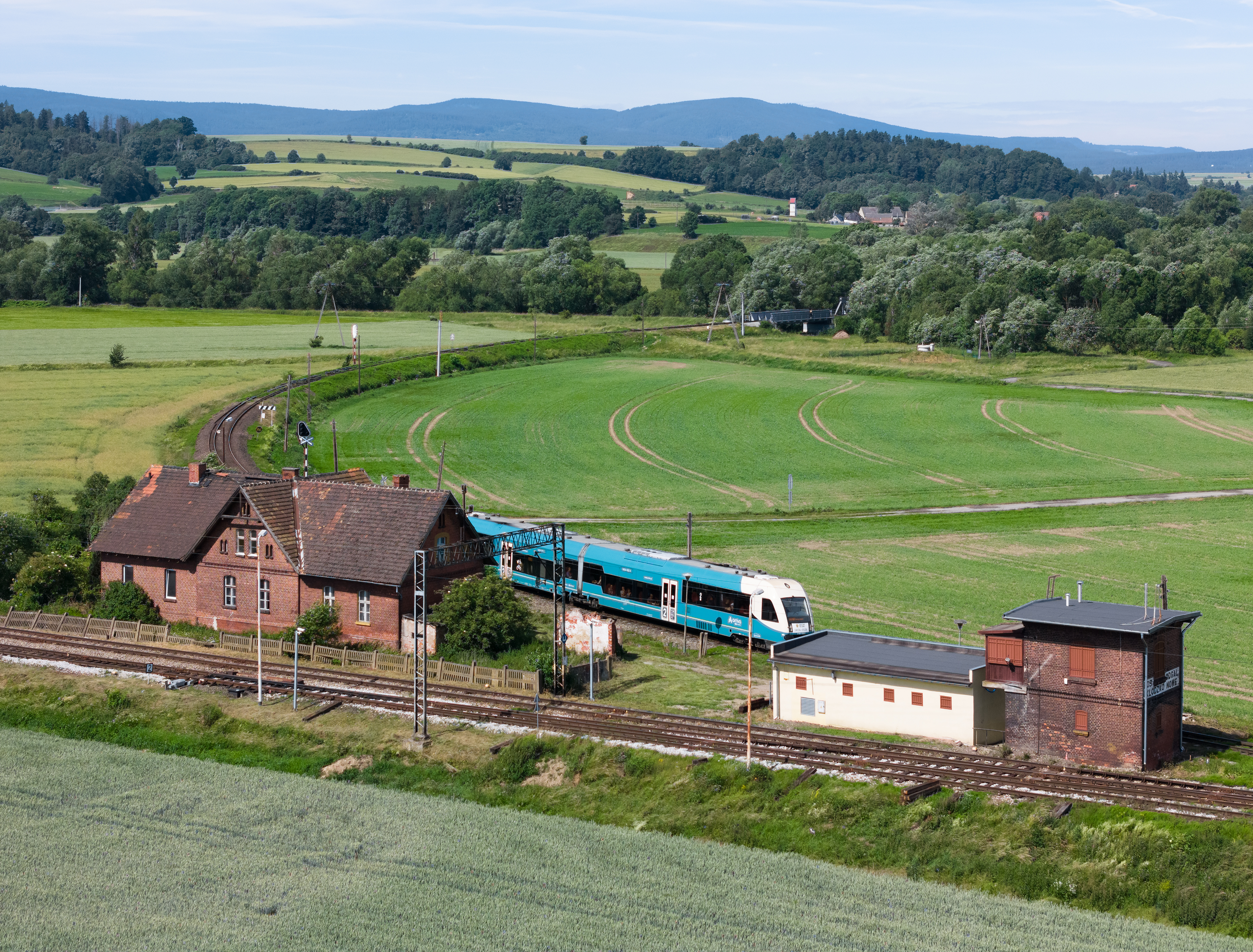
Posterunek odgałęźny Kłodzko Nowe oddzielający linię kolejową nr 276 od linii kolejowej nr 309 prowadzącej w kierunku Kudowy-Zdroju

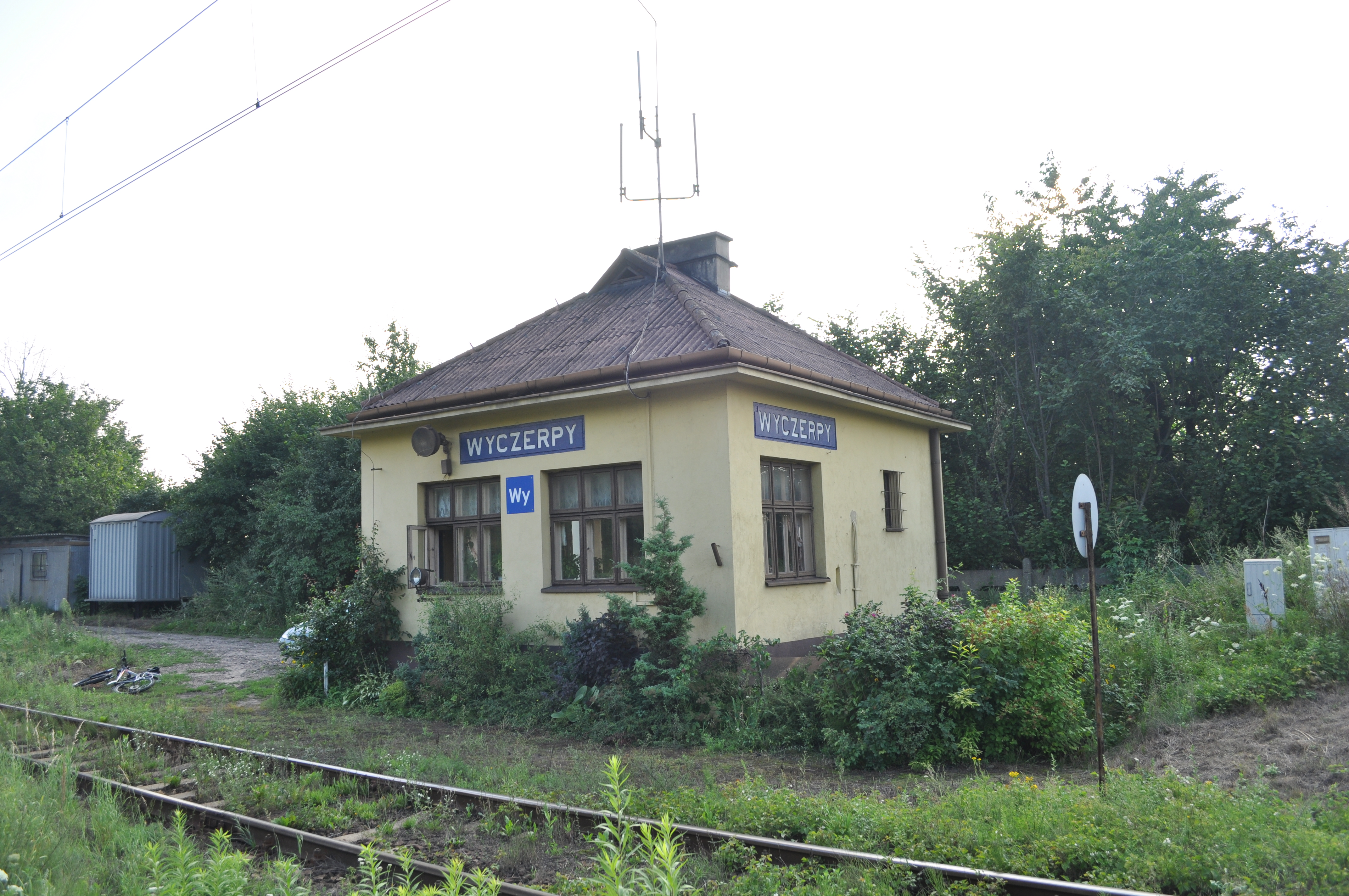
Posterunek odgałęźny Wyczerpy w dzielnicy Wyczerpy-Aniołów w Częstochowie, przy którym rozpoczyna bieg linia kolejowa nr 146 do stacji Chorzew Siemkowice

Posterunek odgałęźny (podg)– posterunek zapowiadawczy urządzony poza stacją, który umożliwia zmianę kolejności wyprawienia pociągów na obsługiwane szlaki w miejscu:
- odgałęzienia linii kolejowej lub łącznicy,
- przejścia ze szlaku jednotorowego w dwutorowy i odwrotnie,
- w miejscu połączenia torów głównych na szlaku[1].

Posterunek odgałęźny może być połączony również z innymi punktami na szlaku, takimi jak:
- przystanek służbowy,
- przystanek osobowy,
- ładownia.

Tak urządzony posterunek stanowi całość. Nazwa posterunku odgałęźnego w służbowych rozkładach jazdy musi być napisana zwykłą (nie pogrubioną ani nie wielką) czcionką z dodaną końcówką „podg”, np. „Gutowiec podg”.